# آيتك ناميتوق
البرفيسور آيتك ناميتوق،(1892 - 27 تموز 1963) هو أحد كبار رِجال العلم والسياسية في شمال القفقاس.

## حياته ونشأته
وُلد في كانون ثاني 1892 في منطقة الأديغي الشركسية في شمال القفققاس.

## دراسته
أنهى دراسته في ستافروبول بامتياز. ثم درس الحقوق في جامعة بطرسبورغ وأنهاها عام 1916 م. ثم التحق بجامعة السوربون في باريس بعد هجرته من قفقاسيا وتخرّج منها في عام 1921م.

## العمل
سجّل نفسه في نقابة المحامين في بطرسبورغ وبقي إلى ما بعد ثورة 1917 كممثّل لجمهورية اتحاد شمال القفقاس الفتية. وانتخبه الحزب الديمقراطي عضواً في مجلس البرلمان الروسي، لكنه آثر العودة إلى شمال القفقاس حيث عُين عام 1918 م حاكماً إدارياً لمنطقة الكوبان الشركسية في جمهوريةاتحاد شمال القفقاس.
ذهب في عام 1918 م ممثّلا لوطنه شمال القفقاس في مؤتمر صلح فرساي. ولكنه اضطُرّ للبقاء هناك بسبب الاحتلال الشيوعي للقفقاس مجدّدا والقضاء على استقلال جمهورية اتحاد شمال القفقاس.
التحق بجامعة السوربون وتخرج منها، وأصبح عضوا في الجمعية اللغوية في جامعة السوربون وساهم في عام 1939م في تأسيس جمعية دراسات حوض البحر الأبيض المتوسط. ونشر بالتعاون مع البروفيسور جورج دوموزيل ترجمة كتاب «القصص والأساطير الشركسية» إلى اللغة الفرنسية. وأصدر في عام 1939م كتابه القيم«أصل الشركس» واستمرّ يكتب عن بلاده وعن قومه الشراكسة باللغات الفرنسية والإنجليزية والألمانية والروسية في مختلف الصحف والمجلات العالمية.
ساهم في تحرير المجلات القفقاسية التي ظهرت في أوروبا بعد التهجير القسري للشراكسة. واسهم في تحرير المجلة العلمية الألمانية، وأصبح رئيسا للجمعية الإسلامية في ألمانيا والتي كانت تقدّم المساعدات للمحتاجين من مهاجري شمال القفقاس.
هاجر إلى تركيا عام 1946م، مستمرّا بنشاطه السياسي والعلمي المتميز في خدمة وطنه وشعبه حتى توفي في 27 تموز 1963 م عن عمر يناهز 71 عاما.مكرّسا علمه وخبرته طوال حياته في سبيل حرية واستقلال وطنه ومواطنيه.